# Bekada Belhaouari
Pas d'image ? Cliquez ici

a Compétitions nationales et continentales officielles uniquement.

b Matchs officiels uniquement.
Dernière mise à jour le 17 juin 2025.
Bekada Belhaouari (en arabe : بكادة بلهواري), né le 19 aout 1991 à Toulouse, est un joueur international algérien de rugby à XV qui joue au poste de pilier droit au RC Aubenas en Nationale 2.

## Biographie

### Carrière en club
Bekada Belhaouari né le 19 aout 1991 à Toulouse, commence le rugby à l'âge de quatorze ans au FCTT Rugby pendant trois saisons, avant d'intégrer le Stade toulousain pour deux ans. Puis il joue à Albi pendant deux saisons, et à l'Avenir castanéen de 2013 à 2015. Lors de la saison 2015-2016, il joue au ROC La Voulte Valence en Fédérale 1. À vingt-cinq ans, il signe au Blagnac rugby en Fédérale 1 pour la saison 2016-2017.
À l'été 2017, il signe au RC Strasbourg.
En février 2018, le Rugby Club de Strasbourg est placé en liquidation judiciaire. En cause, une mauvaise gestion de la part de l'ancien président. Le club descend en Fédérale 2 pour expurger ses dettes. Bekada Belhaouari quitte le club et s'engage au RC Aubenas afin d'évoluer en Fédérale 1 pour la saison 2018-2019.

### Carrière internationale
Il a honoré sa première cape internationale en équipe d'Algérie le 6 juin 2015 contre l'équipe du Kazakhstan lors du Crescent Cup Rugby Championship en Malaisie,.
Le 4 novembre 2017, il joue contre l'équipe de Zambie lors de la finale de la Bronze Cup au Leopards Rugby Club Stadium de Mufulira, en Zambie.
Le XV aux deux Lions s'impose sur le score de 30 à 25, et s’assurant une place au niveau supérieur,.
En juillet 2018, il est de nouveau appelé en sélection pour participer à la Rugby Africa Silver Cup (groupe nord) au stade Michel Coulon de Toulouse en France. Après une victoire 22 à 18 face au Sénégal le 8 juillet,, puis 23 à 13 face à la Côte-d'Ivoire le 14 juillet, il est titulaire en final contre l'équipe de Zambie le 20 octobre 2018 à Mufulira en Zambie.
L'Algérie remporte la finale 31 à 0, ce qui lui permet d'accéder à la Rugby Africa Gold Cup l'année suivante.
L'édition 2019-2020 de la Rugby Africa Cup est finalement annulée en raison de la pandémie de Covid-19.
En juillet 2021, il est de nouveau appelé en sélection par le sélectionneur Boumedienne Allam, pour participer au premier tour de la Rugby Africa Cup à Kampala en Ouganda, contre l'équipe du Ghana et de l'Ouganda. Après une défaite 22 à 20 contre le Ghana, le XV aux deux Lions s'impose face au pays hôte 16 à 22 et se qualifie pour le Top 8 africain. Absent lors de la première rencontre, Bekada Belhaouari est titulaire face à l'Ouganda.
Il est rappelé à l'intersaison 2022 par la sélection algérienne afin de disputer la phase finale de la Coupe d'Afrique, faisant office de tournoi qualificatif de la zone Afrique pour la Coupe du monde 2023.
Le 2 juillet 2022 contre le Sénégal, il rentre à la 39e minute de jeu à la place de Mehdi Mérabet, pour le premier match des phases finales de la Coupe d'Afrique, à Aix-en-Provence en France, victoire de l'Algérie 35 à 12.
Il rentre de nouveau à la 40e minute de jeu à la place de Reda Benlebbad, lors de la demi-finale contre le Kenya le 6 juillet 2022, défaite 36 à 33,,.
Le 10 juillet, il est titulaire contre le Zimbabwe pour le match pour la troisième place, victoire 20 à 12,.
Pour sa première participation à la Coupe d'Afrique, l'Algérie termine troisième.

## Statistiques en équipe nationale
- International algérien : 14 sélections depuis 2015.
- Sélections par année : 3 en 2015, 1 en 2017, 3 en 2018, 1 en 2021, 3 en 2022 et 3 en 2024.

## Palmarès
- Algérie
  - Vainqueur de la Rugby Africa Bronze Cup en 2017.
  - Vainqueur de la Rugby Africa Silver Cup en 2018.